# Under The Influence
Under The Influence — двадцять третій студійний альбом британського рок-гурту Status Quo, який був випущений 29 березня 1999 року.

## Список композицій
1. Twenty Wild Horses - 5:00
2. Under the Influence - 4:03
3. Round and Round - 3:25
4. Shine On - 4:49
5. Little White Lies - 4:20
6. Keep ‘Em Coming - 3:26
7. Little Me and You - 3:49
8. Making Waves - 3:56
9. Blessed are the Meek - 4:19
10. Roll the Dice - 4:05
11. Not Fade Away - 3:09
12. The Way It Goes - 4:02

## Учасники запису
- Френсіс Россі - вокал, гітара
- Рік Парфітт - вокал, гітара
- Джон Едвардс - бас-гітара
- Джефф Річ - ударні
- Енді Боун - клавішні